# سوزان والادون
سوزان والادون (انگلیسی: Suzanne Valadon; ۲۳ سپتامبر ۱۸۶۵ – ۷ آوریل ۱۹۳۸) با نام کامل، ماری- کلمنتین والادون، نقاش، و مدل (شخص) اهل فرانسه بود. سوزان همچنین مادر نقاش موریس اوتریولو بود. موضوع نقاشی‌های وی بیشتر شامل طرح‌های زنانه، پرتره‌های مبتنی بر زنان، حیوانات و مناظر بود. سوزان هرگز در آکادمی حضور نیافت و به تقریب می توان گفت که ۴۰ سال از زندگی خودش را به عنوان یک هنرمند گذراند.

## نگارخانه

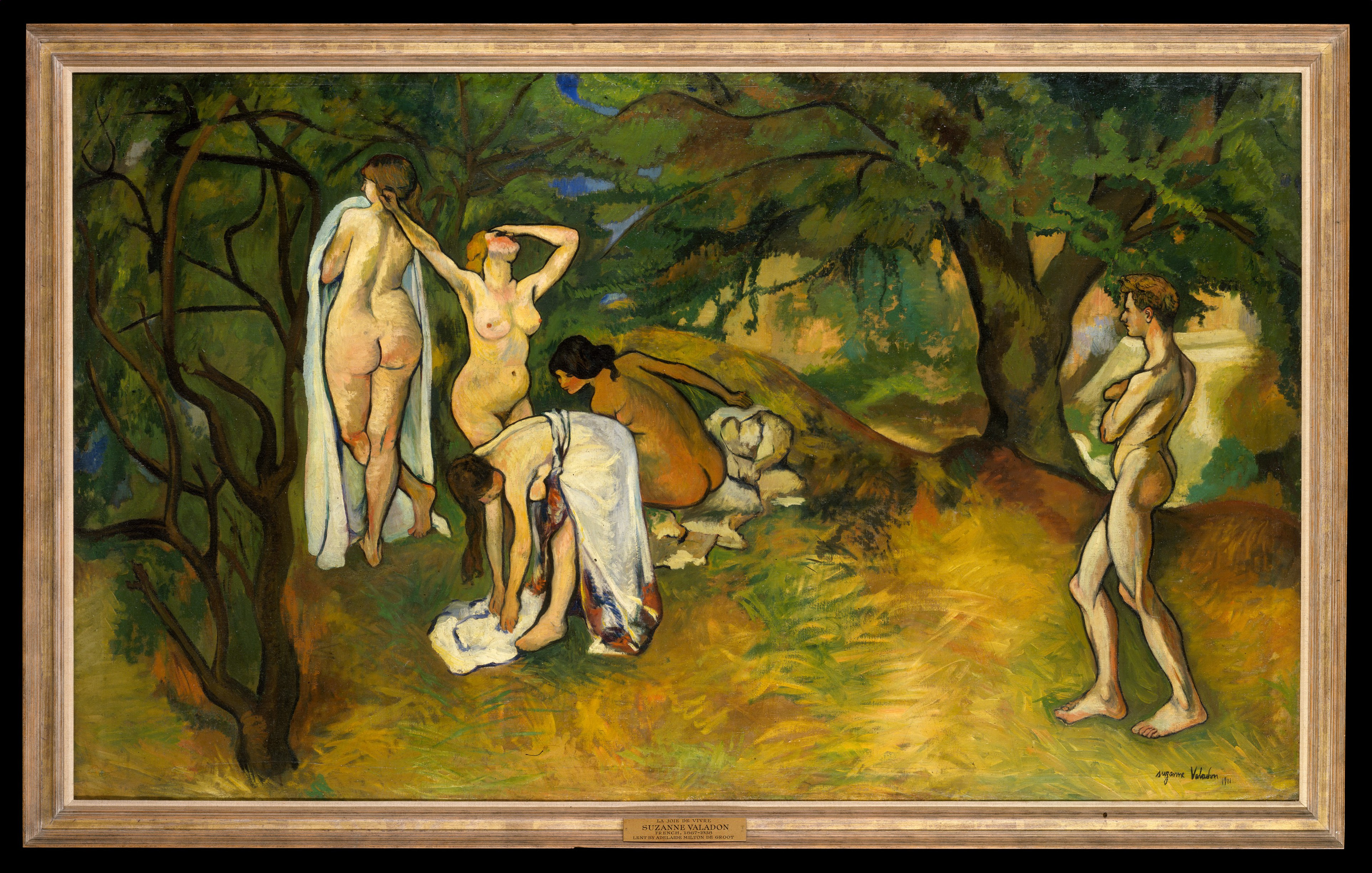
لذت زندگی
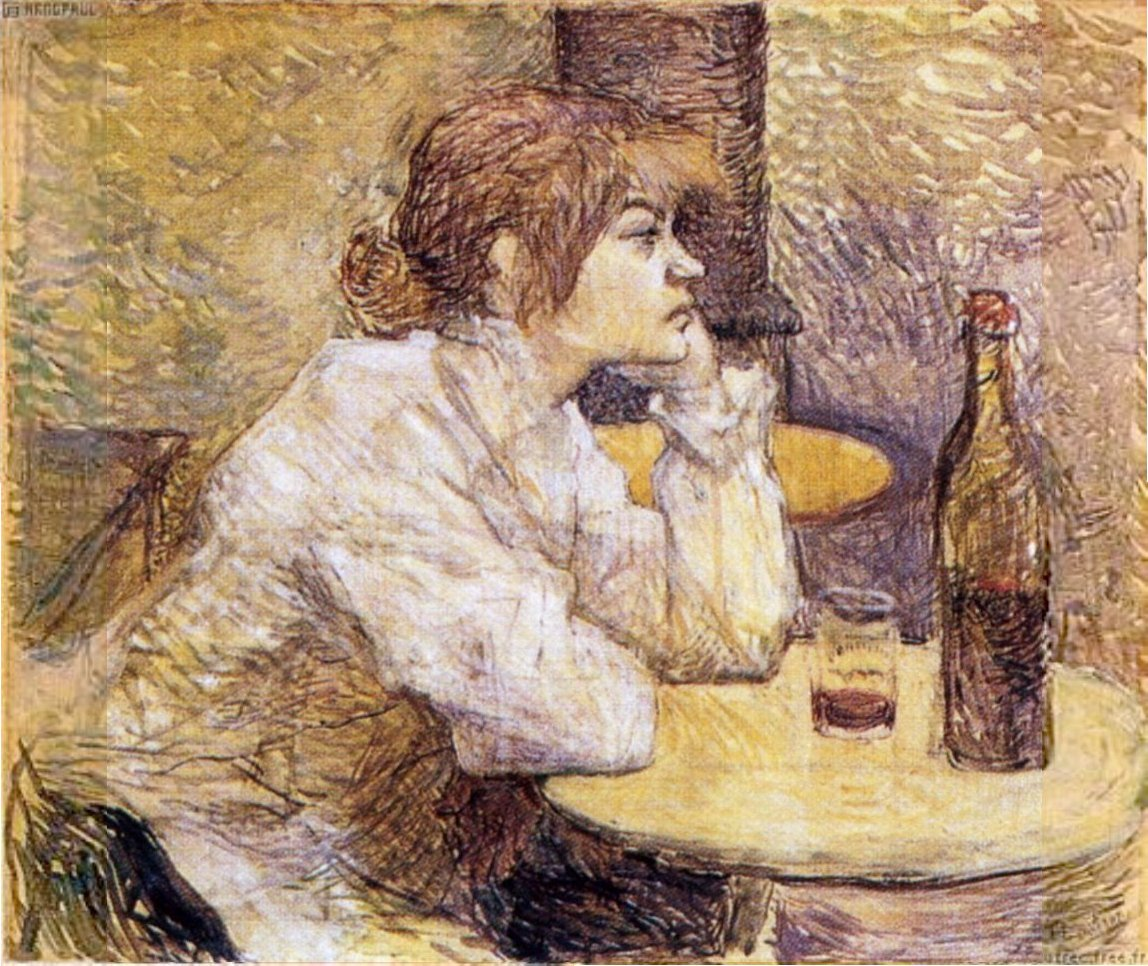
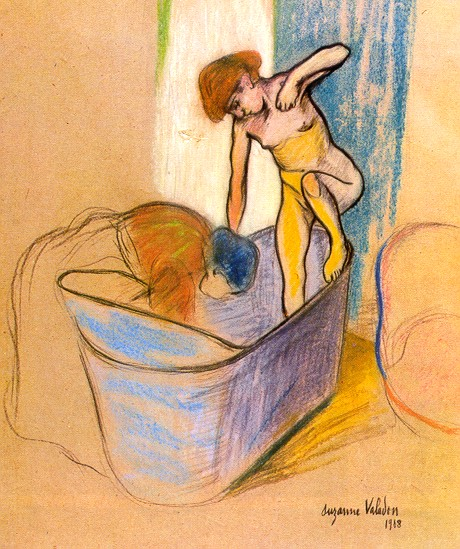
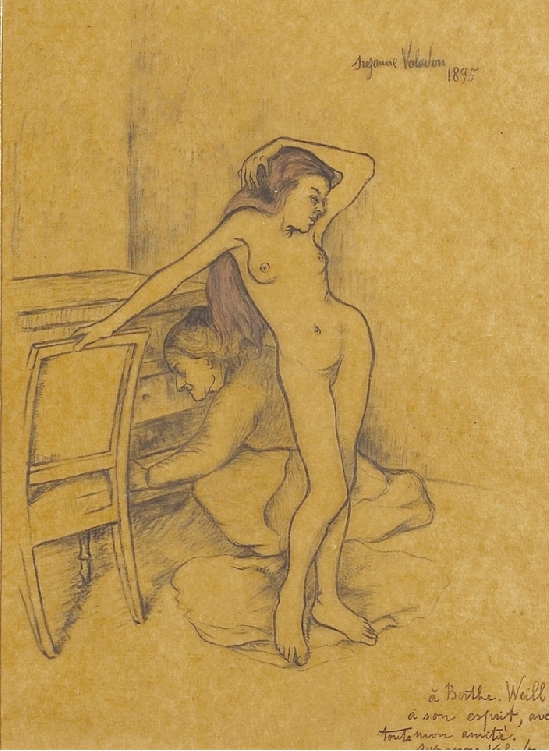
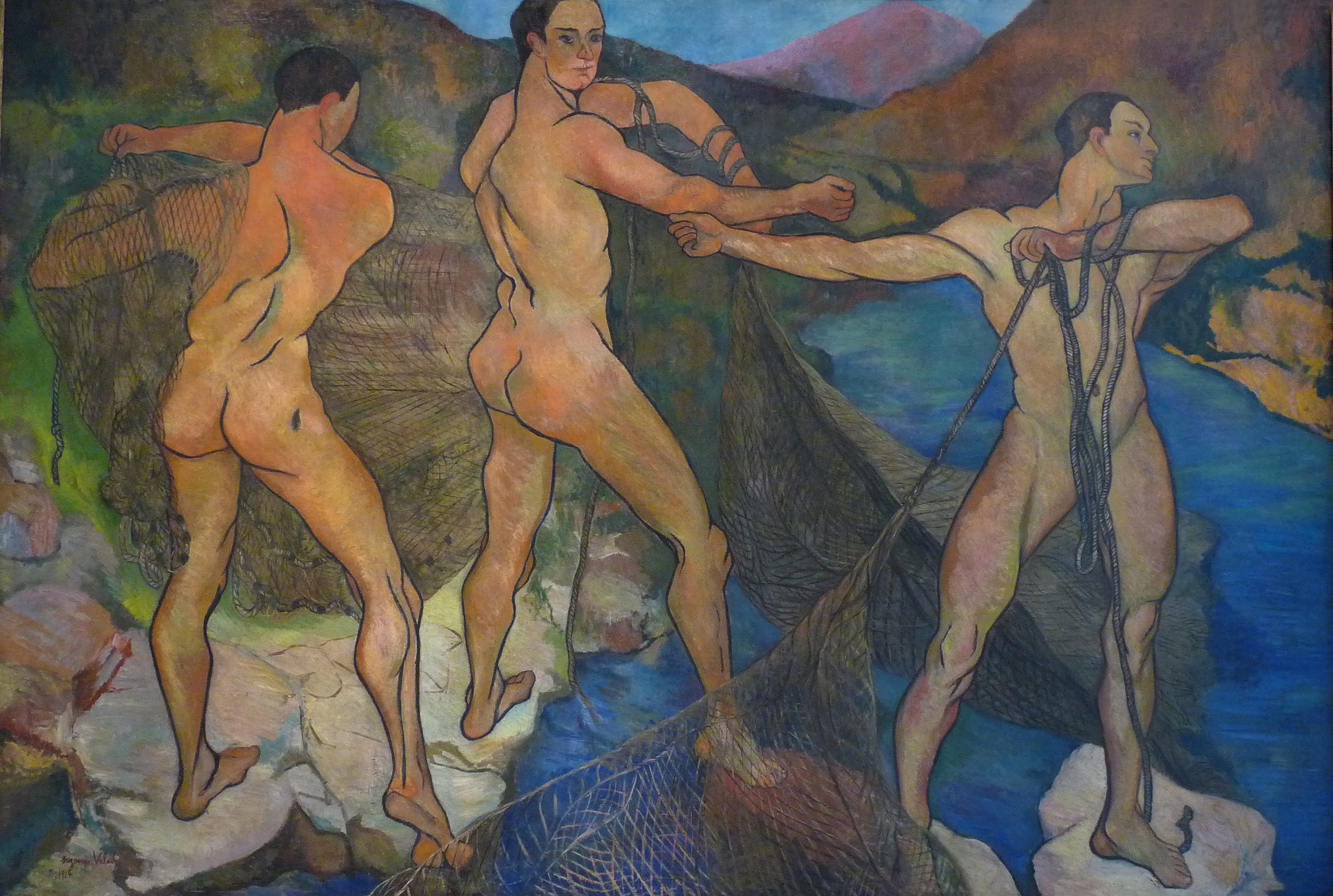
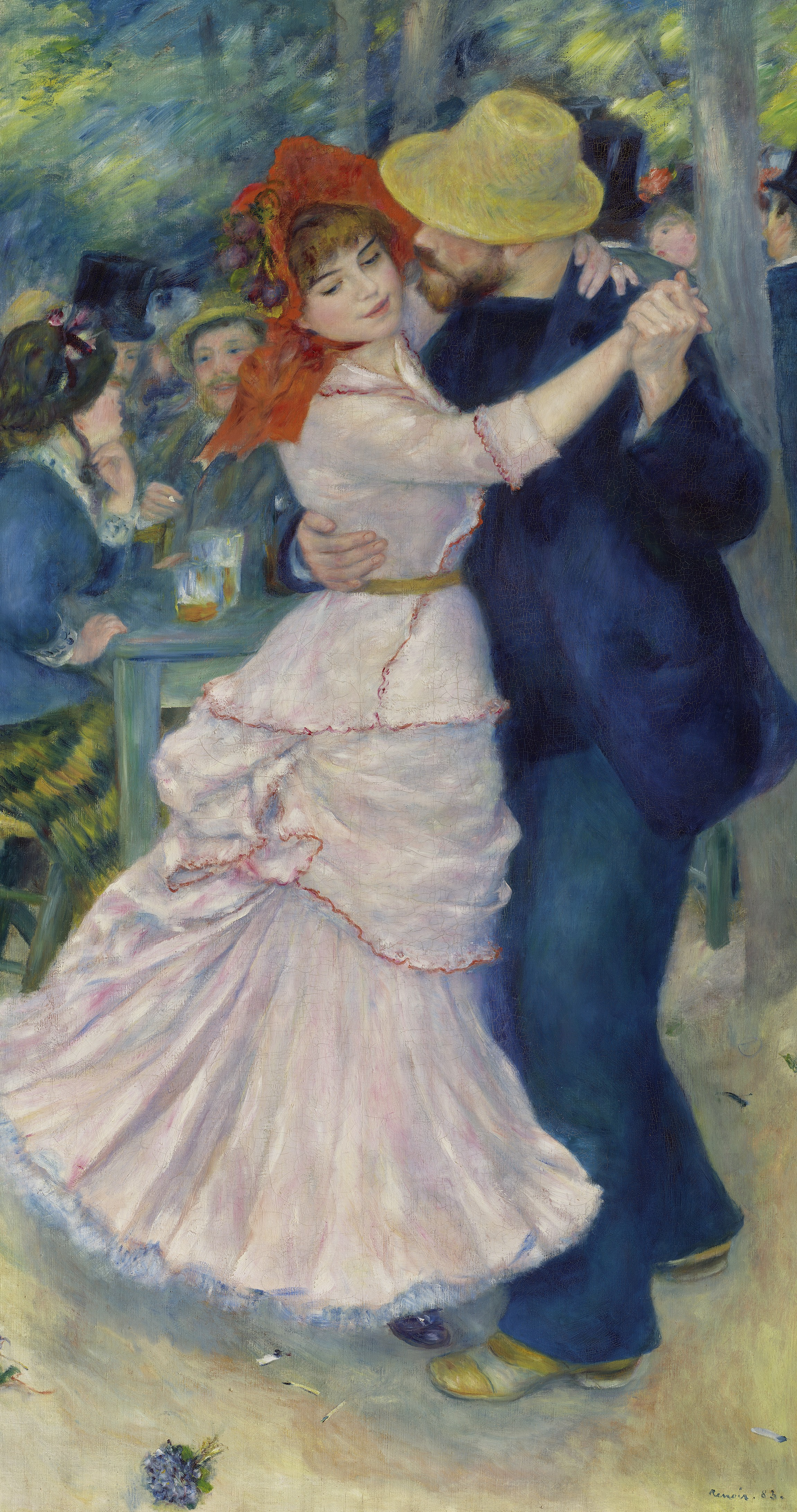
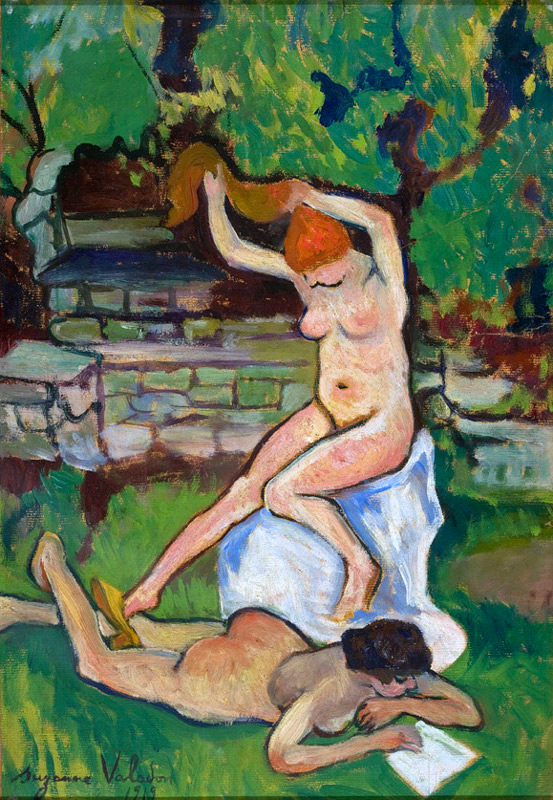
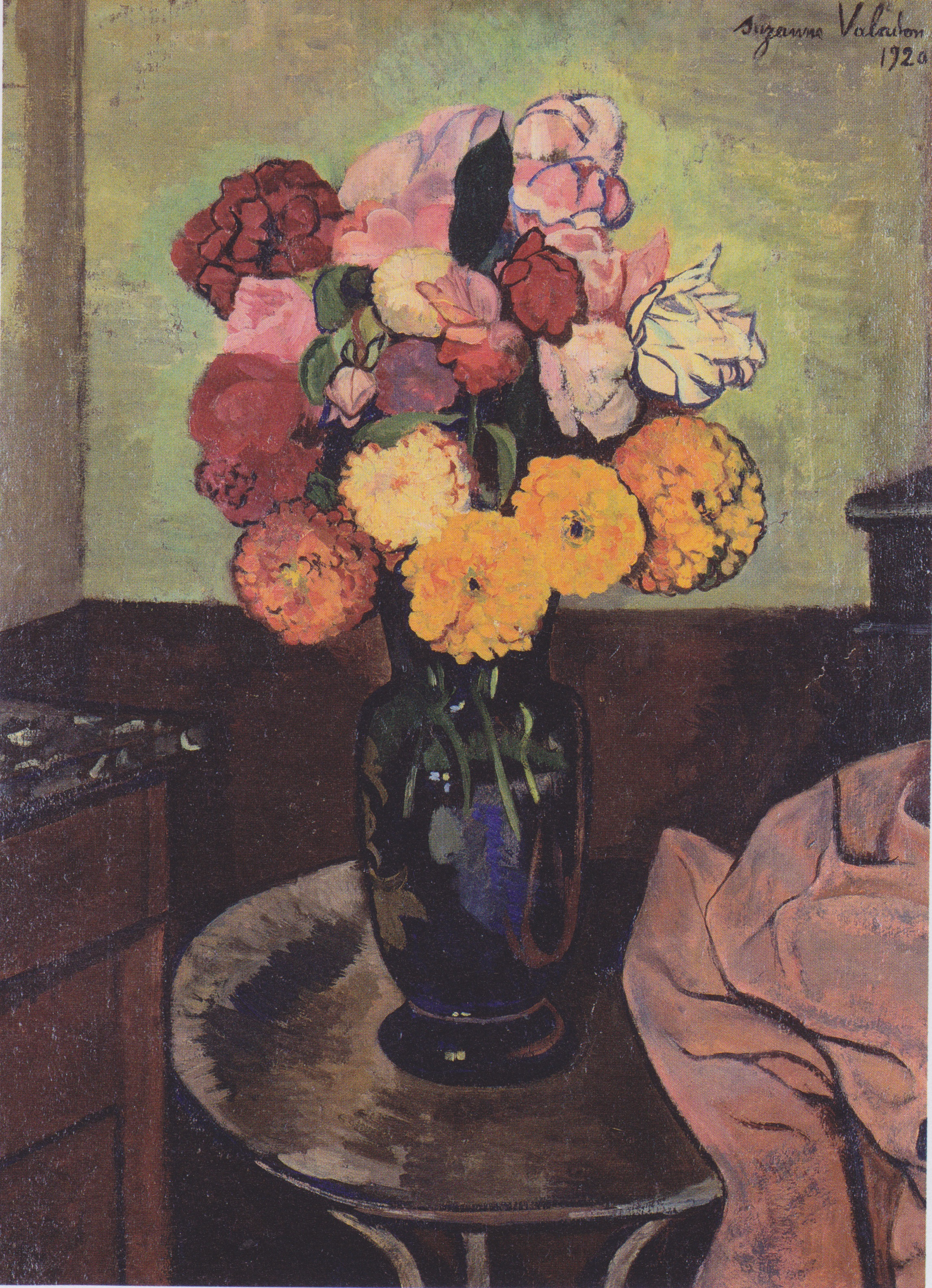